# Frauen in der Architektur

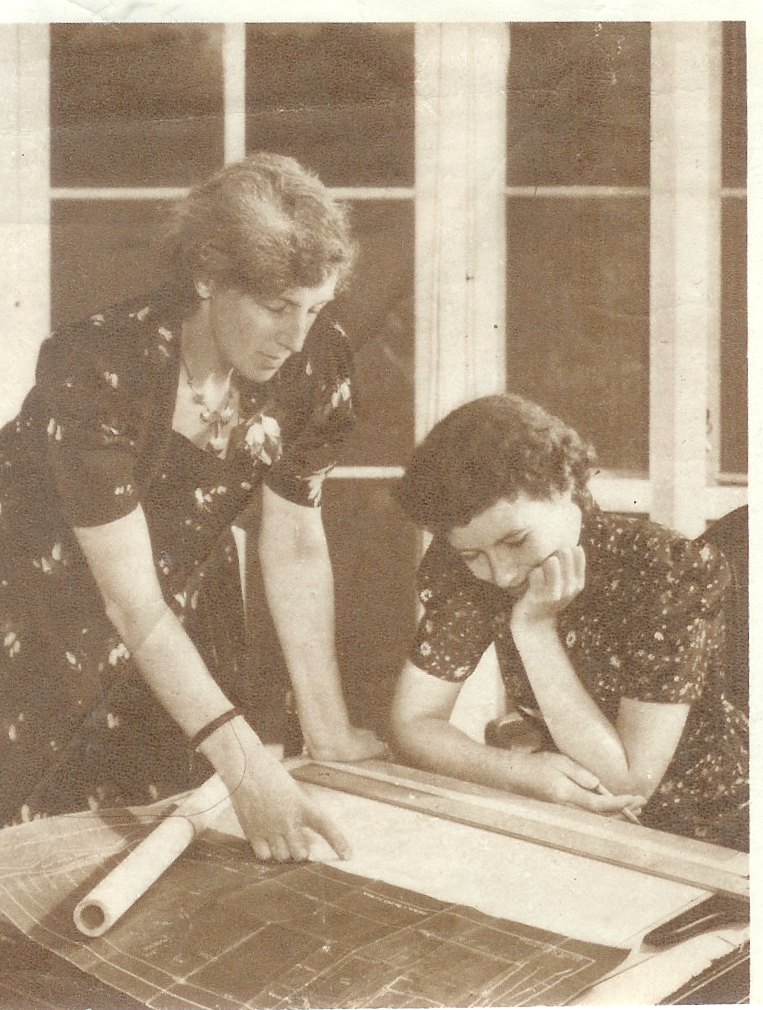
Nora Stanton Barney (1883–1971) und ihre Tochter Rhoda Jenkins (1920–2007) im gemeinsamen Architekturbüro

Frauen in der Architektur bezieht sich im zeitgenössischen Verständnis auf das Wirken und die Situation von Frauen in der Architektur in Vergangenheit und Gegenwart als Teil der Architekturgeschichte bzw. Frauengeschichte. Im Einzelnen geht es um professionelle Architektinnen und ihr Werk, ihre Ausbildung und ihre gesellschaftliche Wahrnehmung und Bedeutung. Seit der Anerkennung des Architekten bzw. der Architektin als eigenständiger, akademischer Beruf im 19. Jahrhundert war der Frauenanteil in der Architektur zunächst sehr gering. In einer 2014 vom Architects’ Council of Europe in 30 europäischen Ländern durchgeführten Studie wurde dieser auf 39 % geschätzt. Allerdings verdienen Frauen in Architekturbüros bei gleicher Leistung im Schnitt deutlich weniger als ihre männlichen Kollegen. Sie werden zudem schneller vergessen, selbst „wenn sie Wegweisendes geschaffen haben“. Erst seit wenigen Jahren finden Frauen, etwa als Pritzker-Preisträgerinnen seit der Jahrtausendwende breitere Anerkennung.

## Frühe Beispiele

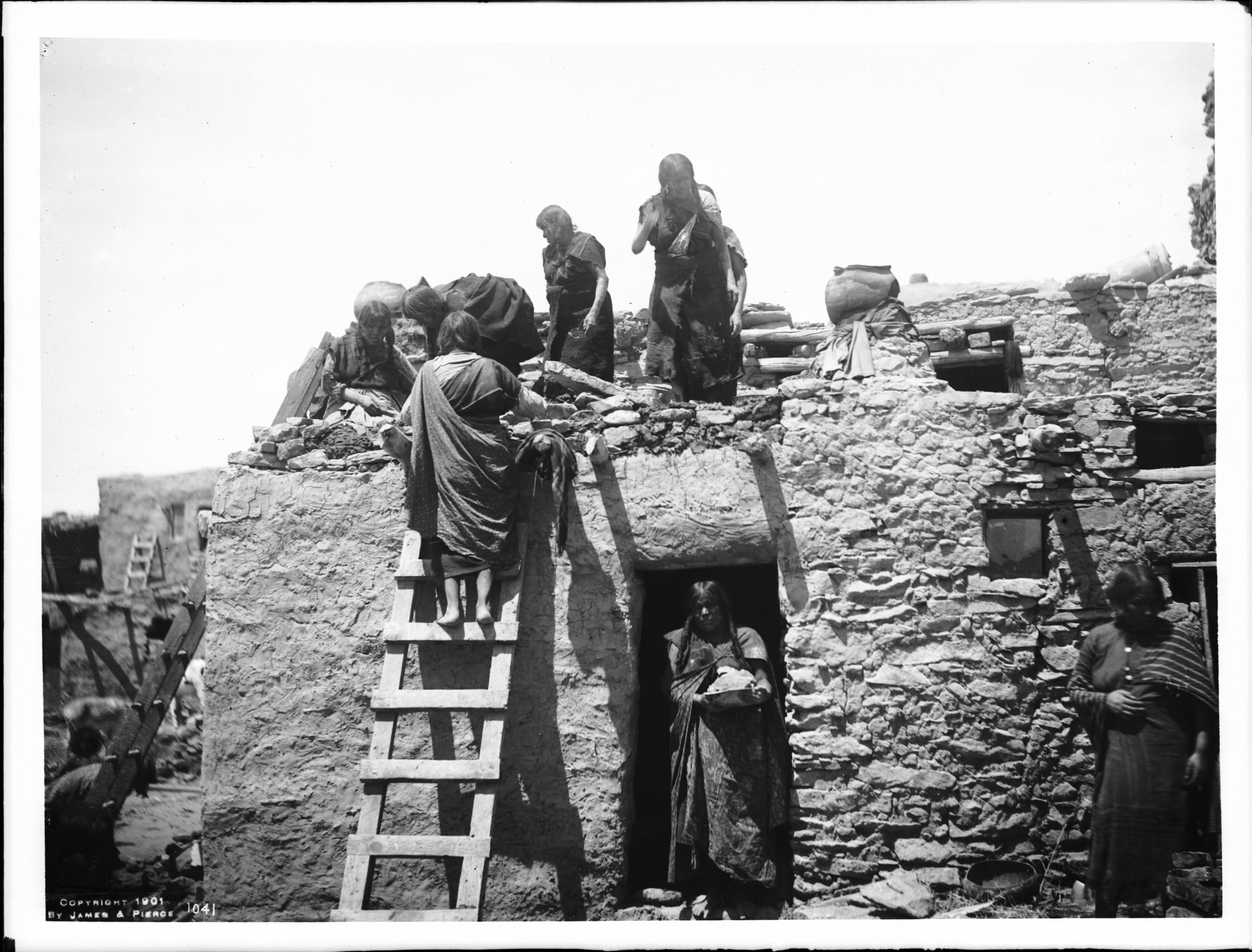
Hopi-Frauen bauen ein Pueblohaus in Oraibi (um 1901)

In der Vor- und Frühgeschichte waren in vielen Gesellschaften Frauen an der Errichtung und Renovierung von Gebäuden beteiligt; in bestimmten Ethnien war der Hausbau sogar vorrangig eine Aufgabe von Frauen.
In Europa kam spätestens im Mittelalter mit Einführung des Zunftwesens und der Bauhütten das Errichten von Gebäuden, und damit auch deren Entwurf, zunehmend in männliche Verantwortung. Frauen, die entwerfende Aufgaben und Verantwortung für die Errichtung von Bauwerken übernehmen, erschienen folglich als Ausnahme: Antonio Manetti, Biograph von Brunelleschi, erwähnt, dass einer der Vorschläge für den Wettbewerb für den Entwurf der Laterne der Kathedrale von Florenz, der 1436 stattfand, „von einer Frau“ stammte.
Es gibt frühneuzeitliche Beispiele, dass Frauen eine Rolle in der Architekturgeschichte spielten, da sie die Planung oder die Entwicklung von Bauwerken maßgeblich beeinflussten. Für den Bau von Klöstern in Europa ist erstmals in Einzelfällen die Tätigkeit von Architektinnen und Bauleiterinnen belegt – allerdings kennen wir den Namen keiner der Frauen. In Frankreich war Katherine Briçonnet (ca. 1494–1526) entscheidend an der Gestaltung des Schlosses Chenonceau im Loiretal beteiligt. Sie überwachte die Bauarbeiten zwischen 1513 und 1521 und traf wichtige architektonische Entscheidungen, während ihr Mann in den italienischen Kriegen kämpfte. Zwischen 1582 und 1587 baute Jacquette de Montbron (1542–1598) das Château de Matha. Auch englische Adelige wie Bess of Hardwick (1527–1608) und Lady Anne Clifford (1590–1676), waren für den Bau von Herrenhäusern und die Renovierung ihrer Ländereien zuständig. In Italien wirkte Plautilla Bricci (1616–zumindest 1690) allein, aber auch gemeinsam mit ihrem Bruder Basilio an Kapellen und Palästen in der Nähe von Rom. So beauftragte Elpidio Benedetti (1609–1690) Bricci mit dem Entwurf und Bau einer Villa in Rom; in der von Benedetti veröffentlichten Beschreibung des Gebäudes spricht er dessen Entwurf allerdings ihrem Bruder zu, obgleich er ihr weitere Bauaufträge erteilte; damit folgte er „der damaligen gesellschaftlichen Norm, die einer Frau die Fähigkeiten eines Architekten nicht zugestehen wollten“.
Zu Beginn des 17. Jahrhunderts ließ Catherine de Vivonne (1588–1665) nach ihren Plänen in Paris das Hôtel de Rambouillet gemeinsam mit ihrem Mann renovieren und so umbauen, dass sich in aufeinanderfolgenden Salonräumen Literaten gut treffen konnten. In Großbritannien studierte Elizabeth Wilbraham (1632–1705) die Arbeiten des niederländischen Architekten Pieter Post sowie die von Palladio in Venetien, Italien, und die Stadtresidenz in Landshut, Deutschland. Architekturhistoriker wie John Millar sind der Ansicht, dass Wilbraham Architektin des Wotton House in Buckinghamshire und zahlreicher Kirchengebäude in der Region ist. Millar geht davon aus, dass sie Sir Christopher Wren unterrichtet hat und als Tutorin für ihn gewirkt hat. Wilbraham musste die Bauarbeiten durch männliche Architekten beaufsichtigen lassen. Zahlreiche Forschungsergebnisse u. a. von John Millar, zeigen, dass sie am Entwurf von bis zu 400 Gebäuden beteiligt sein könnte, darunter 18 Londoner Kirchen, die zuvor alleine ihrem Schüler Sir Christopher Wren zugeschrieben wurden.
Gegen Ende des 18. Jahrhunderts entwarf eine andere Engländerin, Mary Townley (1753–1839), die von dem Künstler Sir Joshua Reynolds unterrichtet wurde, mehrere Gebäude in Ramsgate in Südostengland, darunter Townley House, das als architektonisches Juwel gilt. Sara Losh (1785–1853) war eine englische Frau und Landbesitzerin in Wreay. Sie wurde als verlorenes romantisches Genie, Antiquitätenhändlerin, Architektin und Visionärin bezeichnet. Ihr Hauptwerk ist die St. Mary's Church (Wreay) in Cumbria, aber sie errichtete auch verschiedene damit verbundene Gebäude und Denkmäler.

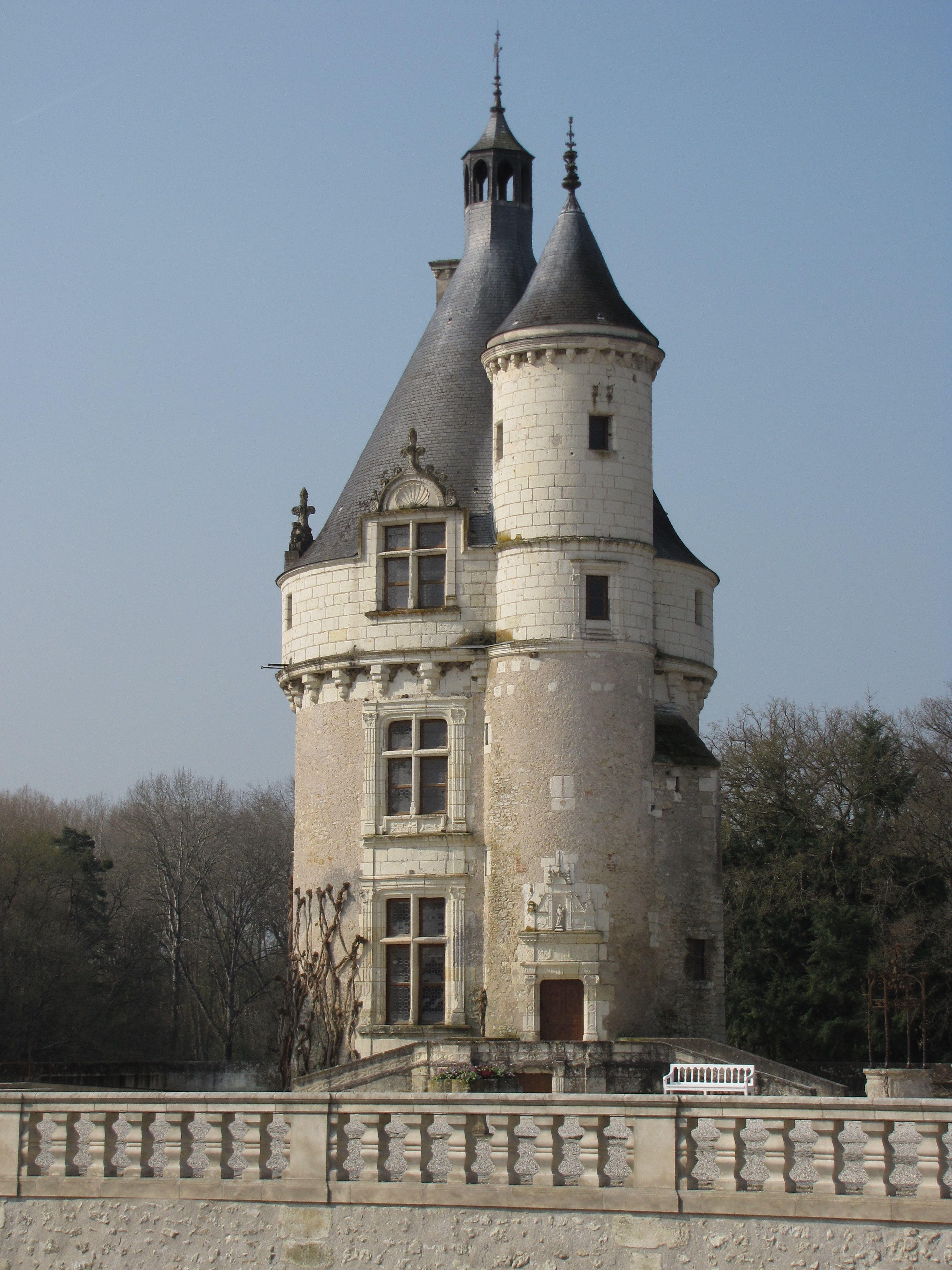
Katherine Briçonnet: Turm des Château de Chenonceau (1521)
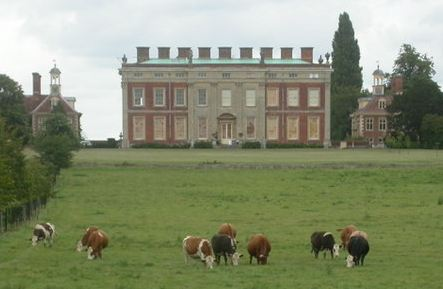
Wotton House, Buckinghamshire (1714), möglicherweise entworfen von Elizabeth Wilbraham
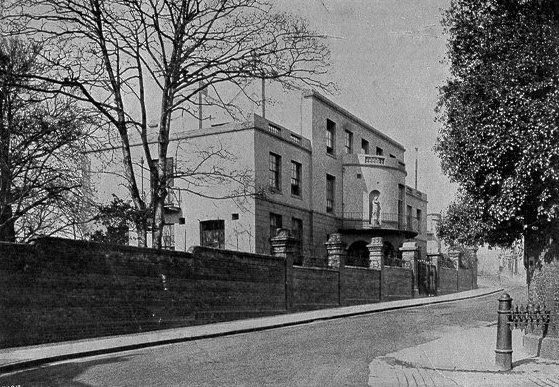
Mary Townley: Townley House, Ramsgate (1780)
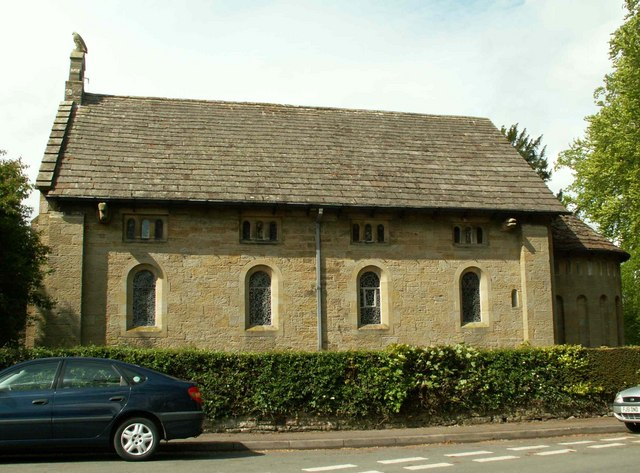
Sara Losh: St Mary's Church, Wreay (1842)

## Moderne Pionierinnen
Im 19. Jahrhundert bildete sich der Beruf des Architekten bzw. der Architektin als eigene akademische Disziplin heraus. In der zweiten Hälfte des 19. Jahrhunderts begannen zunächst einzelne Ausbildungsstätten, Frauen zu ihren Studiengängen zuzulassen. Daneben existierte teils aber auch die praktische Ausbildung direkt am Arbeitsplatz.
Louise Blanchard Bethune (1856–1913) aus Waterloo, New York, war die erste Frau, die als professionelle Architektin in den USA arbeitete. Im Jahr 1876 nahm sie eine Stelle als Bauzeichnerin im Büro von Richard A. Waite und F. W. Caulkings in Buffalo, New York, an, wo sie fünf Jahre lang arbeitete und bewies, dass sie sich in diesem männlich geprägten Beruf behaupten konnte. 1881 eröffnete sie gemeinsam mit ihrem Mann Robert Bethune ein eigenes Büro in Buffalo, das viele Industrie- und Gewerbebauten sowie 18 Schulbauten errichtete. Ihre alleinige Urheberschaft ist für ein 1904 errichtetes Hotel dokumentiert. 1888 wurde sie als erste Frau in das American Institute of Architects aufgenommen, und 1889 wurde sie zum ersten weiblichen Fellow ernannt.

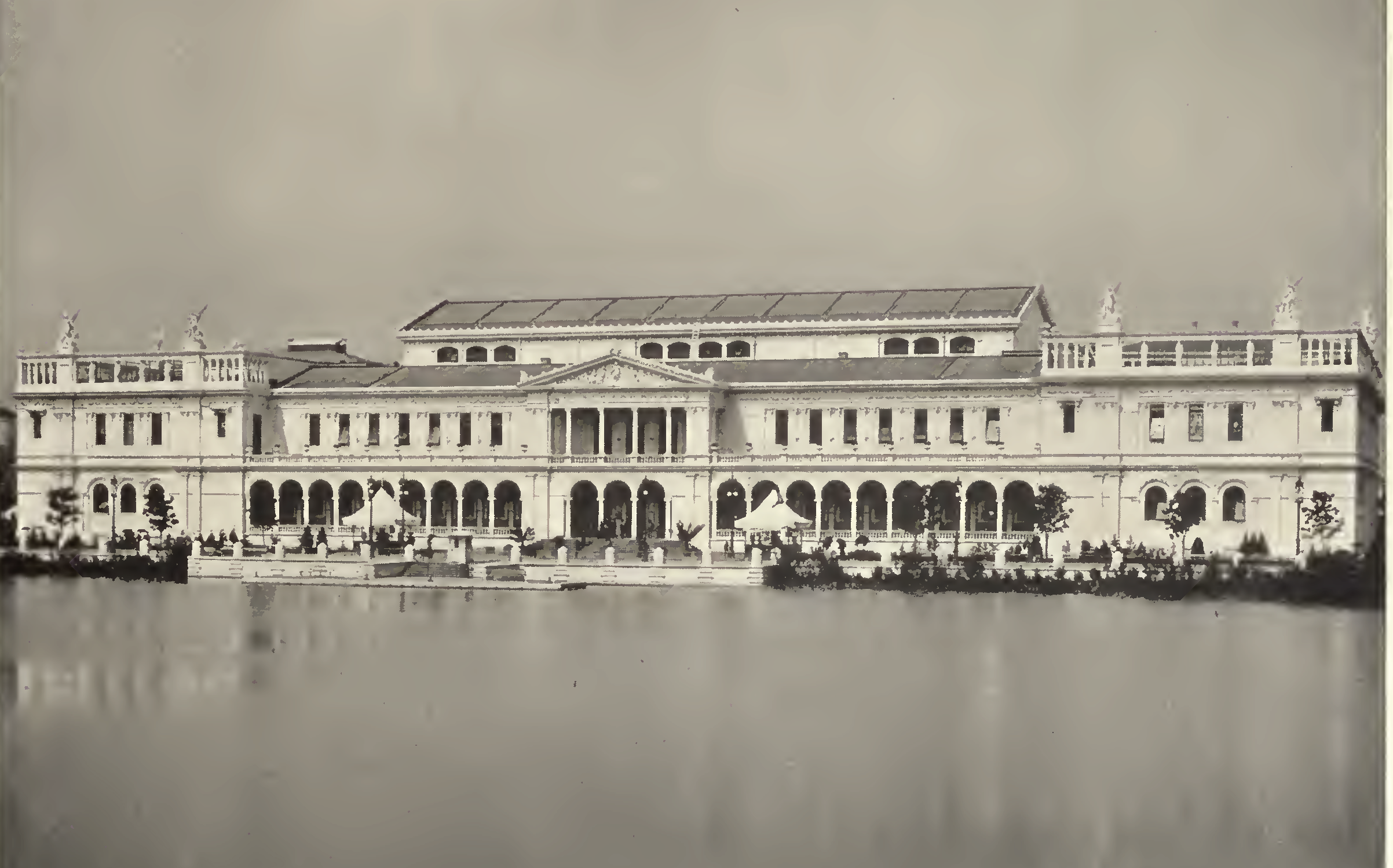
The Woman’s Building (Sophia Hayden)

Sophia Hayden (1868–1953) war die erste Frau, die 1890 den Bachelor-Studiengang in Architektur des Massachusetts Institute of Technology absolvierte. Auf der World’s Columbian Exposition von 1893 in Chicago erregte ein Entwurf von ihr weltweit Aufmerksamkeit: das Woman’s Building, ein Pavillon, in dem Kunst, Projekte, Statistiken zu frauenrelevanten Themen und Bücher von Frauen ausgestellt waren. Hayden wurde für ihre Arbeit vergleichsweise schlecht bezahlt; auch veränderte der Auftraggeber immer wieder ihren Entwurf und entließ sie schließlich. Sie zog sich zurück und arbeitete später nicht mehr als Architektin.
Marion Mahony Griffin (1871–1961) erhielt 1894 am Massachusetts Institute of Technology ihren Abschluss als Architektin. 1895 begann sie, im Büro von Frank Lloyd Wright zu arbeiten, wo ihre Zeichnungen zu so etwas wie dem „öffentlichen Markenzeichen der Planungen Frank Lloyd Wrights“ wurden. Während Wrights Europareise 1910 kümmerte sie sich um die offenen Aufträge des Büros. 1911 heiratete sie einen Kollegen, Walter Burley Griffin, und motivierte ihn zur Teilnahme an einem Wettbewerb in Australien; möglicherweise aufgrund ihrer Zeichnung erhielt er den ersten Platz. Mahony Griffin unterstützte in den folgenden Jahren ihren Mann in dessen Werk in Canberra, Melbourne und Sydney; nach dessen Tod in Indien 1937 konzentrierte sie sich auf die Pflege und Verbreitung seines architektonischen Werkes.
Julia Morgan (1872–1957) war die erste Frau, die zum Architekturstudium an der École nationale supérieure des beaux-arts de Paris zugelassen wurde, und die erste in Kalifornien zugelassene Architektin. Während ihrer langen und produktiven Karriere entwarf sie mehr als 700 Gebäude in Kalifornien. Im Stil des europäischen Historismus entwarf sie zahlreiche Bauten, Repräsentationsgebäude für William Randolph Hearst wie sein Hearst Castle in San Simeon ebenso wie Einrichtungen für Frauen und Mädchen, etwa YWCAs und Gebäude für das Mills College. Als sie ihr Büro aufgab, wurden die meisten Unterlagen vernichtet. Erst in den 1970er Jahren wurde ihr Werk wiederentdeckt. Julia Morgan war die erste Frau, die 2014 posthum mit der höchsten Auszeichnung des American Institute of Architects, der AIA Gold Medal, geehrt wurde.
Eine weitere früh praktizierende Architektin in den Vereinigten Staaten war Emily Williams (1869–1942) aus Nordkalifornien. Zusammen mit ihrer Freundin Lillian Palmer zog sie 1901 nach San Francisco, wo sie an der California High School of Mechanical Arts Zeichnen studierte. Von Palmer ermutigt, baute sie anschließend eine Reihe von Cottages und Häusern in der Gegend, darunter das heute unter Denkmalschutz stehende Wohnhaus 1037 Broadway in San Francisco.

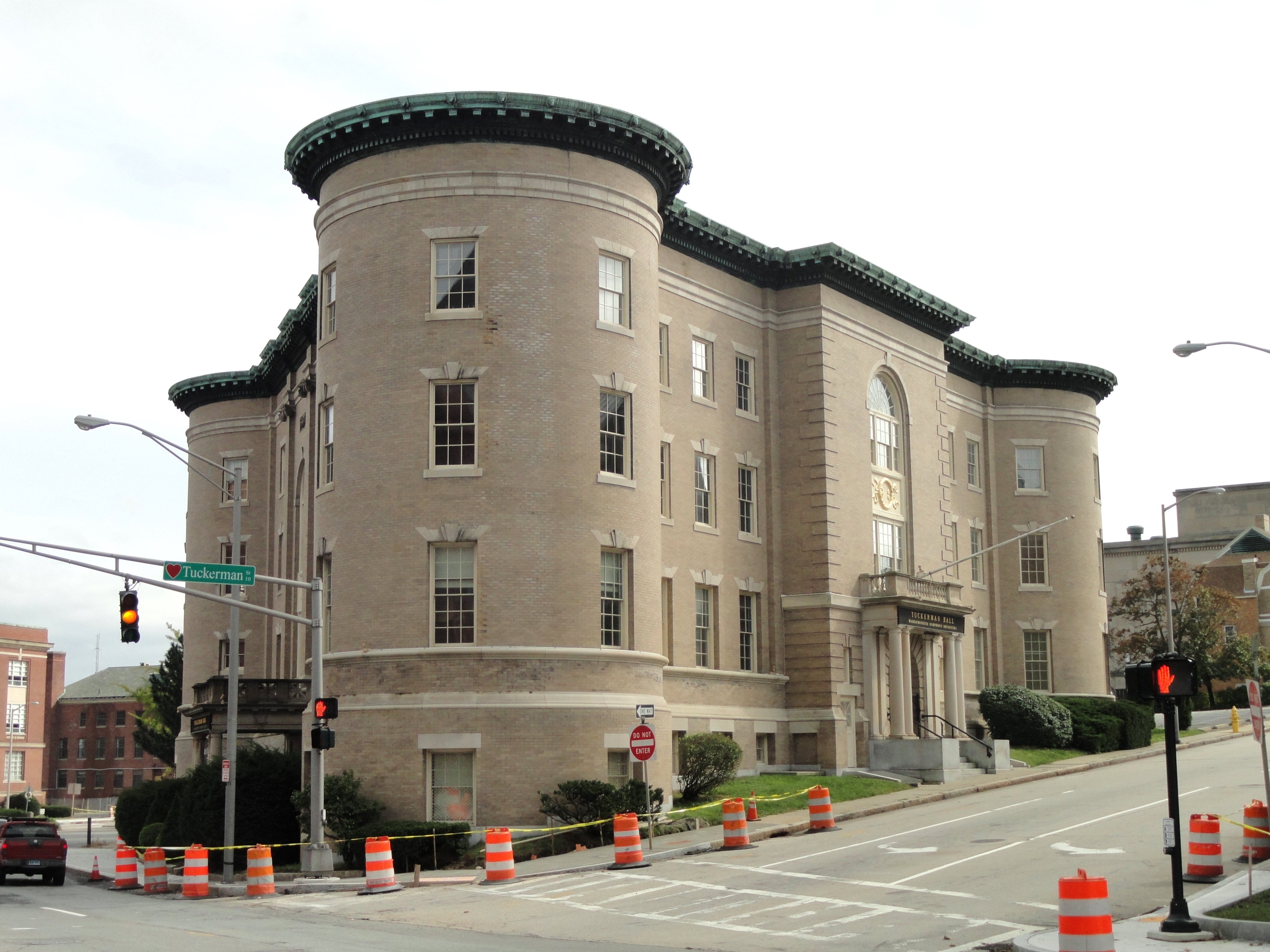
Josephine Wright Chapman: Tuckerman Hall, Worcester (MA)

Theodate Pope Riddle (1868–1946) wuchs in wohlhabenden Verhältnissen in Farmington, Connecticut, auf, wo sie sich von Lehrern in Architektur unterrichten ließ. Ihre frühen Entwürfe, wie der für Hill-Stead (1901), wurden von der Firma McKim, Mead und White in Arbeitszeichnungen umgesetzt, was ihr eine Ausbildung in Architektur ermöglichte. Sie war die erste Frau, die sowohl in New York als auch in Connecticut als Architektin zugelassen wurde, und 1926 wurde sie in das AIA College of Fellows aufgenommen.
Eine bemerkenswerte Pionierin der Anfangszeit war Josephine Wright Chapman (1867–1943). Chapman erhielt keine formale Ausbildung als Architektin, entwarf jedoch eine Reihe von Gebäuden, bevor sie ihr eigenes Büro gründete. Als Architektin der Tuckerman Hall in Worcester, Massachusetts, gilt sie als eine der frühesten und erfolgreichsten Architektinnen Amerikas.
Ende des 19. Jahrhunderts begannen einige europäische Ausbildungsstätten für Architekten, ausgehend von Frankreich, der Schweiz und Finnland, Frauen zu ihren Studiengängen zuzulassen: Signe Hornborg (1862–1916) besuchte seit 1887 die Hochschule für Kunst und Design Helsinki und die Technische Universität Helsinki und schloss im Jahre 1890 mit einer „Sondergenehmigung“ ihre Ausbildung als Architektin ab. Die erste Frau, die in das britische Royal Institute of British Architects aufgenommen wurde, war 1898 Ethel Charles (1871–1962) im Jahr 1898. Wie ihre Schwester Bessie war sie von Ernest George und Harold Peto als Architektin ausgebildet worden. Eine Fortsetzung der Ausbildung an der Architectural Association School of Architecture war 1893 gescheitert; die Schwestern wurden aber nicht aufgenommen. Ethel Charles absolvierte den von der Bartlett School of Architecture angebotenen Kurs mit Auszeichnung. Als Frau erhielt sie aber in Großbritannien keine großen Aufträge und musste sich auf schlechter dotierte Projekte wie Arbeiterhäuser konzentrieren. Der Entwurf von Sozialwohnungen für Arbeiter wurde als geeigneter Zeitvertreib für Damen aus der Oberschicht angesehen, aber je weiter sich der Bauprozess von seinen handwerklichen Ursprüngen entfernte und industrialisiert wurde, wurde er als männlicher Beruf angesehen. Eine weitere frühe Architektin in Großbritannien war die Schottin Edith Hughes (1888–1971), die nach dem Besuch von Vorlesungen über Kunst und Architektur an der Sorbonne an der Gray's School of Art in Aberdeen studierte, wo sie 1914 ein Diplom in Architektur erhielt. Neben ihrer Lehrtätigkeit an der Glasgow School of Art gründete sie 1920 ihr eigenes Büro, das sich auf die Gestaltung von Küchen spezialisierte.
Die aus Irland stammende Eileen Gray (1878–1976) studierte von 1898 bis 1902 an der Slade School of Art in London, um sich dann in Paris weiterzubilden. 1910 begann ihre Designkarriere. Um 1920 ermutigte sie Jean Badovici, sich auch an Architekturprojekte zu wagen. Ab 1925 realisierte sie auf einem Küstengrundstück an der französischen Riviera ihr erstes Haus, das E.1027, für das sie auch passende Möbel entwarf; 1932 entwarf sie in der Nähe mit Tempe a Pailla ein weiteres Haus für sich selbst. 1944 zerstörte die deutsche Wehrmacht ihre Wohnung wie zuvor bereits beide Häuser; auch ihre Zeichnungen und Pläne wurden im Kamin verbrannt. Erst im ausklingenden 20. Jahrhundert wurde ihr Werk wiederentdeckt und ihre bedeutende Leistung für die Designmoderne gewürdigt.

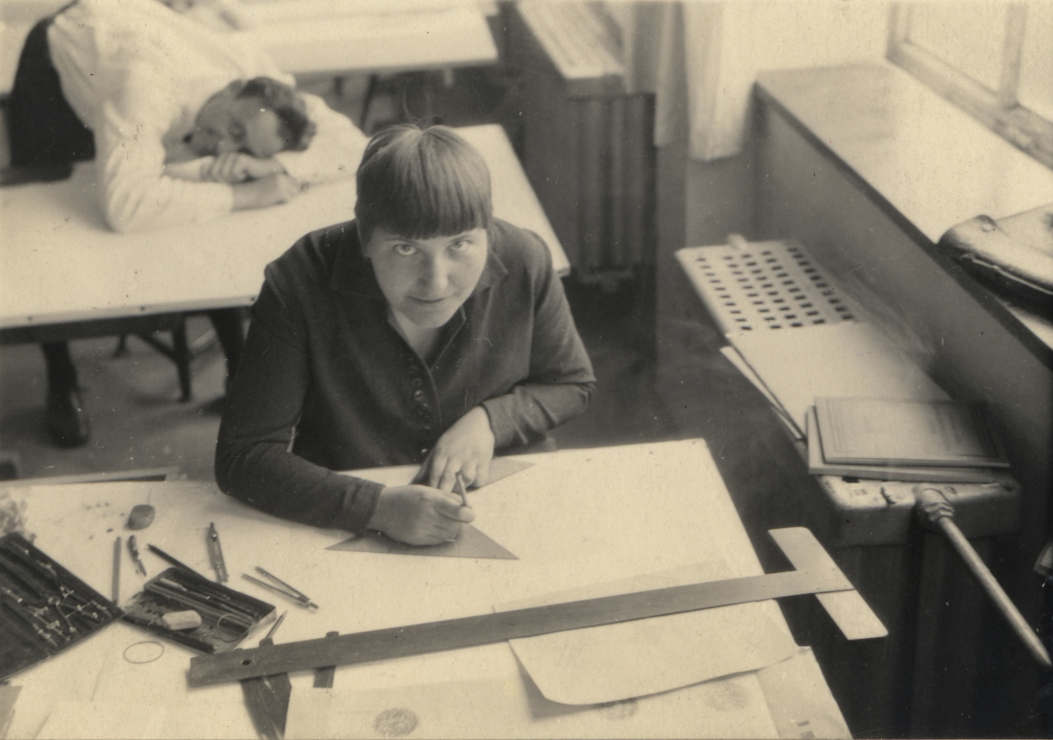
Lotte Stam-Beese als Architektur-Studentin am Bauhaus Dessau (um 1928)

Nach 1900 begannen auch in Deutschland Frauen, in kleiner, aber bald steigender Zahl Architekturklassen auch an Kunstgewerbe- oder Baugewerkschulen als Gasthörerinnen zu besuchen. Als „Hospitantinnen“ (vgl. Gasthörer) nahmen etwa Emilie Winkelmann (1875–1951) oder Therese Mogger (1875–1956) am Unterricht teil, konnten aber keinen Hochschulabschluss machen. Dennoch gründeten sie mit Erfolg eigene Büros.
Erst ab 1909 erlangten Frauen in allen deutschen Ländern das Recht, Technische Hochschulen zu besuchen und die Diplom-Prüfungen abzulegen. Einrichtungen wie das Bauhaus, rieten Studentinnen noch in den 1920er Jahren von einem Architekturstudium ab, weil es keinen Arbeitsmarkt für Frauen im Architektenberuf gäbe: Angeblich würde niemand eine Architektin einstellen. In Deutschland existierten weiterhin Vorurteile, dass Frauen nicht fähig seien, ein Budget zu verwalten und eine Baustelle zu überwachen; es wurde ihnen auch die Fähigkeit abgesprochen, dreidimensional zu denken.

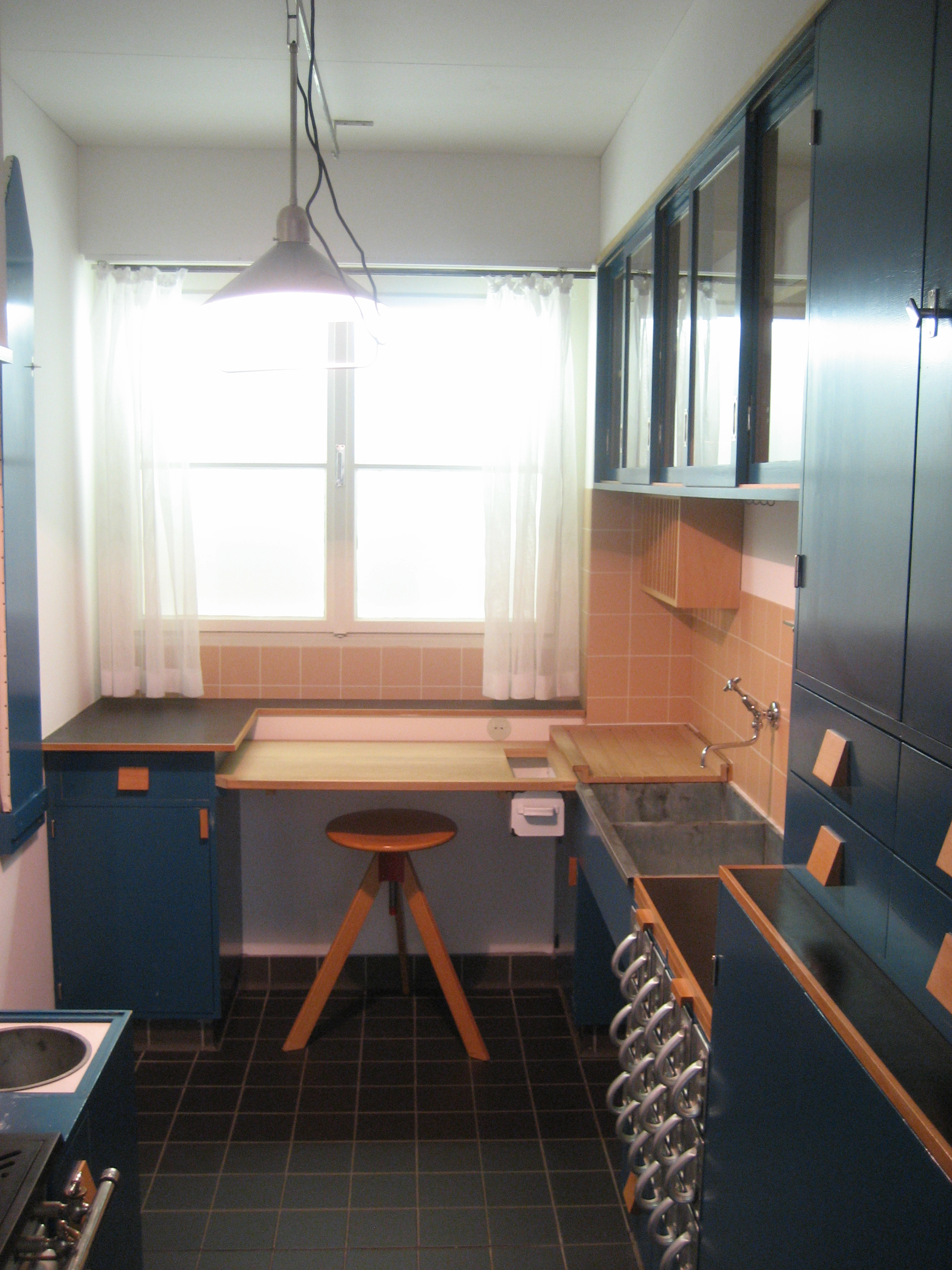
Frankfurter Küche von 1926; Rekonstruktion 1990

Architektinnen mit entsprechendem familiären Hintergrund konnten dem entgehen und als ihre eigenen Auftraggeberinnen auftreten. So erwarb Therese Mogger parallel zur Gründung ihres Büros ab 1911 Grundstücke in Düsseldorf und baute auf diesen Mehrfamilienhäuser im norddeutschen Wohnbaustil. Andere wurden von ihren Familien unterstützt: Ähnlich wie Victoria zu Bentheim und Steinfurt (1887–1961) errichtete Elisabeth von Knobelsdorff (1877–1959), die an der damaligen Technischen Hochschule (Berlin-)Charlottenburg als erste Frau in Deutschland 1911 den akademischen Grad einer Diplom-Ingenieurin (Dipl.-Ing.) der Architektur erworben hatte, Bauwerke auf dem Besitztum ihrer Familie. 1921 legte Knobelsdorff das Staatsexamen im Hochbaufach ab und wurde wiederum als erste Frau in Deutschland zum Regierungsbaumeister (Assessor) ernannt. Auch Jovanka Bončić-Katerinić, die 1913 an der Technischen Hochschule Darmstadt das Architekturstudium absolvierte, ging in den Staatsdienst; ab 1922 arbeitete sie im jugoslawischen Bauministerium, wo sie das Referat für Universitätsbau leitete und von 1930 bis 1941 zahlreiche öffentliche Bauvorhaben verantwortete. Virginia Andreescu Haret (1894–1962) war die erste rumänische Frau, die 1919 ein Architekturstudium abschloss und die erste Frau, die rumänische Generalinspektorin für Architektur wurde. Sie setzte ihr Studium in Italien fort, bevor sie im technischen Dienst des rumänischen Bildungsministeriums arbeitete. Haret entwarf Schulen, öffentliche Gebäude und Privathäuser und vertrat Rumänien auf internationalen Konferenzen.
1926 begann im Auftrag der Stadt Frankfurt am Main Margarete Schütte-Lihotzky (1897–2000), die 1919 die erste Architektin Österreichs war, die von der Gewerbeschule abging, ihre Entwurfsarbeiten. Flora Steiger-Crawford (1899–1991), die erste (an der ETH Zürich) diplomierte Architektin der Schweiz eröffnete hingegen mit ihrem Mann Rudolf Steiger ein Architekturbüro; ihr erstes gemeinsam ausgeführte Projekt, das Haus Sandreuter in Basel (1924), gilt als das erste Beispiel des Neuen Bauens in der Schweiz. Später konzentrierte sie sich zunehmend auf Entwürfe von Einfamilienhäusern und Inneneinrichtungen (einschließlich Möbeln), bevor sie sich, als ihr Mann 1938 Partner im Architekturbüro Haefeli Moser Steiger wurde, auf die Bildhauerei zurückzog.
Lux Guyer (1894–1955) besuchte 1916/1917 Kurse für Innenarchitektur bei Wilhelm Kienzle an der Kunstgewerbeschule Zürich und war 1917/1918 Fachhörerin an der ETH Zürich, wo sie sich aber nicht immatrikulierte. Nebenbei arbeitete sie als Teilzeitmitarbeiterin im Büro von Gustav Gull in Zürich. Auf Studienreisen nach Paris, Florenz, Berlin (im Büro der ersten promovierten deutschen Architektin Marie Frommer) und London erweiterte sie zwischen 1918 und 1924 ihr architektonisches Wissen und Können. Sie eröffnete 1924 in Zürich als erste Schweizerin ein eigenes Architekturbüro und wurde die bekannteste selbständige Schweizer Architektin des frühen 20. Jahrhunderts, die auch eigene Grossprojekte wie 1926/1927 die Frauenwohnkolonie Lettenhof realisierte. In Zürich-Wipkingen entstanden so im Auftrag der Baugenossenschaft berufstätiger Frauen moderne Wohnungen für werktätige Single-Frauen, die sich durch breite, zusammenlegbare Fenster, verglaste Doppeltüren und eingebaute Wandschränke ebenso auszeichneten wie eine ergonomische Küche, Speiseschränkchen mit Außenlüftung und leihbare Staubsauger. 1928 wurde sie leitende Architektin der Schweizerischen Ausstellung für Frauenarbeit in Bern.
Hilde Reiss (1909–2002) war eine der vier Frauen, die während der Weimarer Republik am Bauhaus ein Architekturstudium absolvierten. Kurz nach dem Diplom 1932 musste sie 1933 nach New York flüchten, wo sie im Büro von Gilbert Rohde Arbeit fand. Seit 1945 war sie in Minneapolis am Walker Art Center tätig, wo sie die Ausstellung betreute und die Zeitschrift Every Day Quarterly herausgab. Gemeinsam mit William Friedman entwickelte und baute sie 1947 auf dem Gelände des Museums auf einem offenen Grundriss mit flexiblen Wänden das Idea House II, das dort testbewohnt werden konnte und zum Vorläufer der Case Study Houses in den USA wurde.

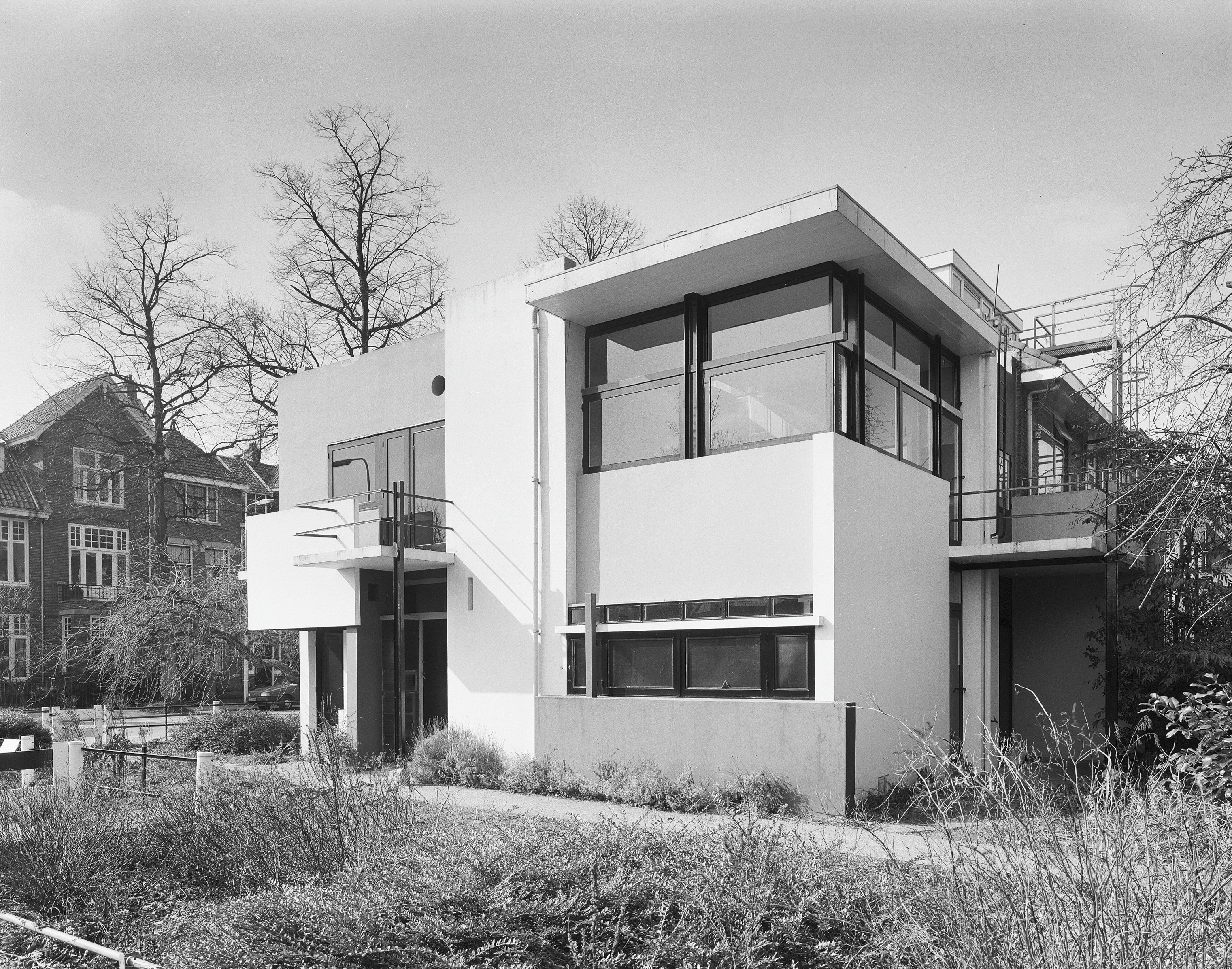
Der Anteil von Truus Schröder-Schräder (1889–1985) am von Gerrit Rietveld entworfenen Rietveld-Schröder-Haus in Utrecht wurde lange ignoriert.

Die gleichfalls am Bauhaus ausgebildete Architektin Wera Meyer-Waldeck (1906–1964), die während des Zweiten Weltkriegs für eine Bergwerksanlage Industriebauten errichtete, beklagte sich in den 1950er Jahren über eine Retraditionalisierung der Arbeitsfelder von Frauen in der Architektur. So waren sie fast nur im Wohnungsbau tätig; häufig konzipierten sie Kinderkrippen und -gärten wie Karola Bloch (1905–1994) und entwarfen Möbel und Innenausstattungen wie Eileen Gray, Lilly Reich (1885–1947) oder sie selbst. Auch vom Werk Margarete Schütte-Lihotzkys ist heute nur ihre Frankfurter Küche im Gedächtnis. Ähnlich wird auch Hilde Weström (1912–2013), die mit zahlreichen Neubauten im Bereich des privaten Wohnungsbaus und Sozialeinrichtungen am Wiederaufbau von Berlin beteiligt war, vorrangig wegen ihrer führenden Rolle bei der DIN 18022, die bis 2007 die Mindestanforderungen und Planungsgrundlagen für Küchen regelte, erinnert. In einem Interview betonte Weström allerdings auch eine besondere Perspektive von Frauen in der Architektur:

„Gewöhnlich entwerfen Frauen von innen nach außen, weil sie stärker interessiert sind an der sorgfältigen Ausarbeitung der räumlichen Anordnung, die dem Benutzer das Gefühl von Freiheit und Wohlgefühl geben soll. Frauen sind aufmerksamer gegenüber den Bedürfnissen der Kinder, ihrer Entwicklung, dem Spiel und ähnlichen Erfordernissen. Sie geben acht auf jedes Detail, einschließlich der Kosten. Frauen sind sparsamer und bauen daher konsequenterweise auch ökonomischer…“

In ihrer besonders auf Berlin fokussierten Übersicht über die Pionierinnen in der Architektur stellte Kerstin Dörhöfer fest, dass es keineswegs möglich sei, aus deren Werken spezifisch „weibliche“ Architekturstile zu rekonstruieren. Pionierinnen wie Elisabeth von Knobelsdorff, Marie Frommer, Marlene Pölzig (1894–1985), Stefanie Zwirn (* 1896), Lieselotte von Bonin (1904–1997) oder Paula Maria Canthal (1907–1987) ging es nicht darum, geschlechtsspezifische Formen in der Baukunst zu finden. Sie wechselten erst einmal von der traditionellen Frauenrolle des 19. Jahrhunderts in ein männliches Berufsbild, um selbst zu bauen, aber nicht, um anders zu bauen. Die Architektinnen arbeiteten mit zeitgemäßen Materialien, Konstruktionen und Techniken; ihre Entwürfe waren je nach der ästhetischen Orientierung traditionell oder modern – wie jene von männlichen Architekten auch. Eine gemeinsame Entwurfshaltung kann Dörhöfer aber dennoch bei diesen Architektinnen feststellen: Ihnen allen sei es um Funktionalität gegangen und nicht darum, sich selbst ein künstlerisches Denkmal zu setzen. Viele von ihnen haben nach individuellen, der Situation angepassten Lösungen gesucht, um den sozialen sowie räumlichen Bedingungen und der Bauherrschaft entsprechend zu bauen.

## Teilhabe an zeitgenössischer Architektur

Renée Gailhoustet: Place Voltaire in Ivry-sur-Seine (1976–1986)

Lina Bo Bardi (1914–1992) studierte Architektur in Rom und zog nach dem Abschluss 1939 nach Mailand, wo sie mit Carlo Pagani ein Büro gründete, dann bei Gio Ponti arbeitete und 1944 stellvertretende Schriftleiterin der Zeitschrift Domus wurde. Mit ihrem Mann migrierte sie 1946 nach Brasilien, um im Kunsthandel tätig zu sein. 1950–52 baute sich für ihren Mann und sich an einem Hügel mit viel Glas ihr Casa de Vidro, woraufhin sie zahlreiche Aufträge für öffentliche Gebäude erhielt, etwa das Museu de Arte de São Paulo (1957) oder das Kultur- und Sportzentrum Fábrica da Pompéia (1977–1986). Sie hinterfragte bei jedem Projekt, an dem sie beteiligt war, den Status quo und kam so zu Innovationen, die auch soziale Beziehungen beinhaltete und zum „Bauen im Bestand“ führte.
Elizabeth Wright Ingraham (1922–2013), Tochter von John Lloyd Wright und Enkelin von Frank Lloyd Wright, entwarf etwa 150 Gebäude in Colorado Springs.
Die Leistungen der französischen Architektin Renée Gailhoustet (1929–2023), die für die Pariser Vorstadt Ivry-sur-Seine Sozialwohnungen entwarf, die zwischen 1971 und 1986 gebaut wurden und auch heute noch als Vorbilder für den sozialen Wohnungsbau taugen, wurden lange nicht anerkannt (statt Vorträge hierüber zu halten, kümmerte sie sich zunächst um die Kinder, die sie mit dem Architekten Jean Renaudie (1925–1981) hatte). Erst 2019 wurde sie mit dem Großen Kunstpreis Berlin geehrt.

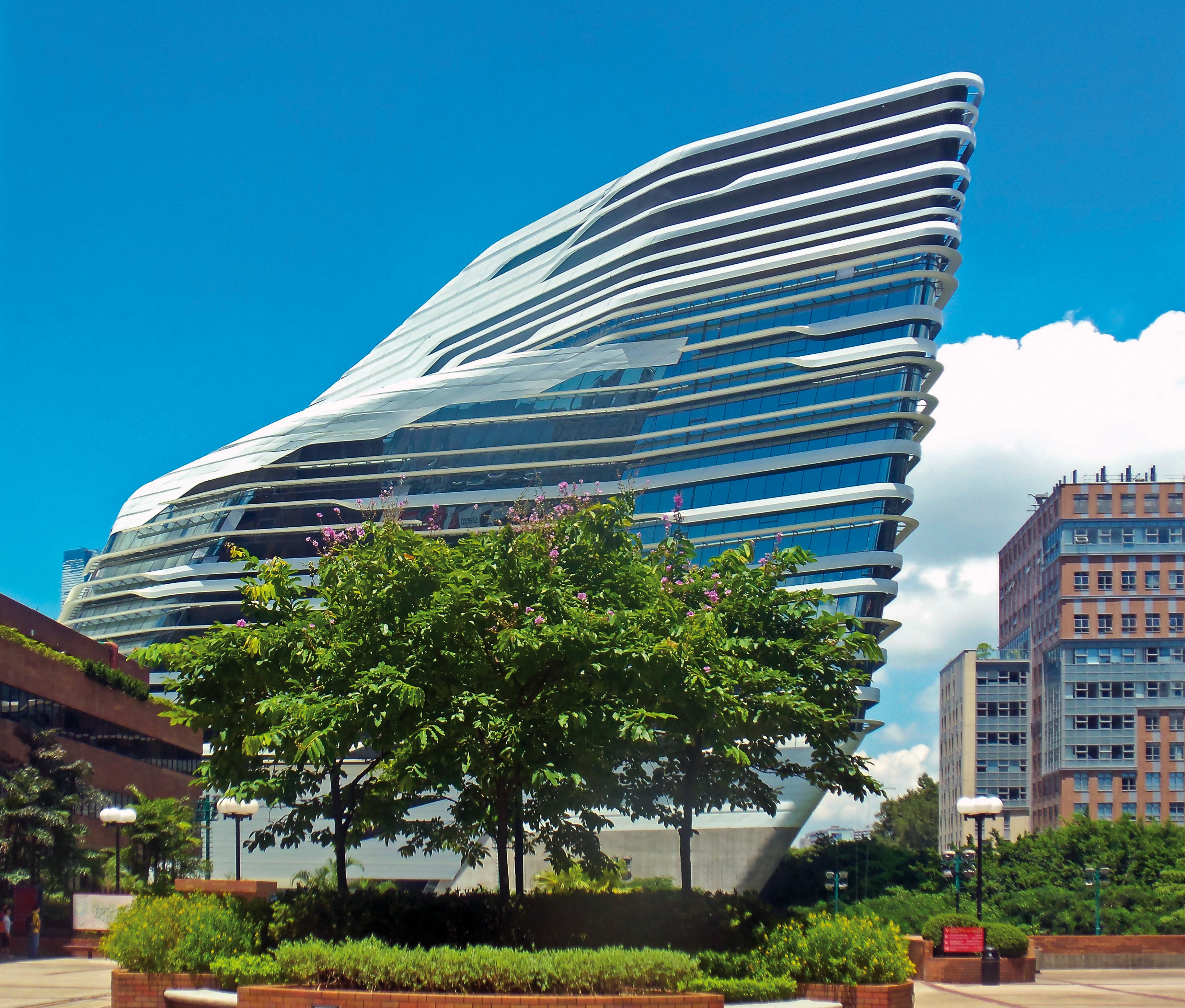
Zaha Hadid: Innovation Tower (Hongkong, 2013)

Zaha Hadid (1950–2016), die zunächst Mathematik in Beirut studierte, bevor sie bis 1977 als Architektin an der Architectural Association School ausgebildet wurde, arbeitete zunächst bei Rem Koolhaas. 1980 gründete sie ein eigenes Büro. Ihre zunächst an die Formsprache von Kasimir Malewitsch erinnernden Entwürfe waren teilweise sehr umstritten und galten zunächst sogar wie das Opernhaus von Cardiff als unbaubar. Dennoch verdanken sich zahlreiche formale Innovationen der Architektur in den 1980er und 1990er Jahren „maßgeblich den radikalen, bilderstürmenden Neuerungen“ Hadids. Als wichtige Werke gelten die Feuerwehrwache für das Vitra-Werk in Weil am Rhein (1993), der Pavillon Landscape Formation One für die Landesgartenschau in Weil am Rhein (1999), die nicht erhaltene Mind Zone im damaligen Millennium Dome und das von der Kritik gefeierte Rosenthal Center for Contemporary Art in Cincinnati (2003). Später gelangte sie zu einer flüssigen Formsprache, etwa beim Torre Generali in Mailand und vor allem bei der Dongaemun Design Plaza in Seoul, wo Park und Landschaft zu einem „kohärenten, kontinuierlichen Raumsystem verschmelzen.“ Hadids künstlerisches Schaffen umfasst weit mehr als entworfene bzw. realisierte Gebäude, etwa auch Ausstellungsdesigns, Bühnenbilder (so für die Pet Shop Boys World Tour 1999/2000), Möbel, Besteck, Gemälde und Zeichnungen.
Weiterhin sind hier Architektinnen wie die Dänin Lene Tranberg (* 1956) mit einem visionären Studentenwohnheim (Kopenhagen, 2005) oder die Niederländerin Nathalie de Vries (* 1965) mit ihrer an einen Bücherberg erinnernden Bibliothek (Spijkenisse, 2012) zu erwähnen, die aus dem Iran stammende Harvardprofessorin Farshid Moussavi (* 1965) mit spektakulären Wohnhäusern (Montpellier, 2017) und die in Indien geborene und in Potsdam lehrende Anupama Kundoo (* 1967) mit ihren Full Fill Homes – nachhaltigen, in Modulbauweise baubaren Wohnstätten, wie sie in Auroville (2016) errichtet wurden, ebenso die deutsche Lehmbau-Pionierin Anna Heringer (* 1977).

## Netzwerke für die Zukunft
Eine Sichtbarkeit von Architektinnen wird auch durch ihre Nennung in Standesorganisationen und wissenschaftlich-technischen Fachvereinigungen erzeugt. In der ältesten, 1903 gegründeten Fachvertretung für Architekten in Deutschland, im Bund Deutscher Architekten, sind mittlerweile 15 % der dort vertretenen etwa 5000 freischaffenden Architekten und Stadtplaner Frauen. Seit 2020 berücksichtigt das auch der neue Name Bund Deutscher Architektinnen und Architekten.
Bereits 1981 entstand die Feministische Organisation von Planerinnen und Architektinnen (FOPA). Die Gruppe wurde 1981 gegründet, zunächst als Protestaktion gegen die Unterrepräsentation von Frauen bei der Internationalen Bauausstellung 1979–1987 in Berlin. Nachdem die Gruppe zunächst offizielle IBA-Sitzungen „gekapert“ hatte, etablierte sie sich kurze Zeit später offiziell in Berlin und dehnte sich in den nächsten Jahren auf andere deutsche Städte aus, wo sie insbesondere in den 1980er und 1990er Jahren eine starke und einflussreiche Stimme für die Gleichstellung von Frauen und Männern entwickelte. Gemeinsam mit Zaha Hadid setzte die FOPA durch, dass auch Hadid, Myra Warhaftig oder Christine Jachmann unter dem Motto „Emanzipatorisches Wohnen und experimentelle Wohnformen“ behindertengerechte Wohnungen mit umweltfreundlichen Rohstoffen in energieschonender Bauweise entwerfen und realisieren konnten.
Regionalgruppen der FOPA entstanden in Kassel (1983), Dortmund (1985), Hamburg, Bremen und Rhein-Main (Frankfurt). Als Ergebnis der Europäischen Planerinnenkonferenz 1991 in Berlin wurde eine 11-Punkte-Charta mit dem Titel „Grundlagen für eine neue räumliche Ordnung“ verfasst, die sich für eine anzustrebende Planung und Entwicklung auf der Grundlage gleicher bürgerlicher, politischer, wirtschaftlicher, kultureller und sozialer Rechte für Männer und Frauen aussprach und kurze Zeit später in ihrer Jahreszeitschrift Frei.Räume veröffentlicht wurde. Zu den aktiven Mitgliedern gehörten im Laufe der Zeit Veronika Keckstein, Kerstin Dörhöfer, Ellen Nausester, Marianne Rodenstein und Sabine Pollak.
Die Umsetzung von Gender-Mainstreaming in den Bereichen Wohnen, Verkehr sowie der Planung und Gestaltung öffentlicher Räume, wie es in Wien von Eva Kail vorangetrieben werden konnte, führte 1997 zur Realisierung des Stadtquartiers Frauen-Werk-Stadt I, eines Wohnkomplexes mit 359 Wohneinheiten. Ausgehend von den empirisch erhobenen Bedürfnissen der zukünftigen Bewohnerinnen haben dort die Architektinnen Franziska Ullmann, Liselotte Peretti, Elsa Prochazka und Gisela Podreka bauliche Lösungen entwickelt.

## Anerkennung
Einer der vielen Gründe dafür, wieso Frauen bis heute in Führungspositionen in Architekturbüros, im akademischen Bereich und in der öffentlichen Wahrnehmung unterrepräsentiert sind, liegt darin, dass die Leistung von Männern und Frauen im Beruf unterschiedlich bewertet wird. So ist statistisch erwiesen, dass in Architekturbüros Frauen bei gleicher Leistung im Schnitt deutlich weniger als Männer verdienen. Weiterhin werden Frauen im Namen von Architekturbüros, die von Paaren geführt werden, fast ausnahmslos an zweiter Stelle genannt (etwa Sauerbruch Hutton, Grüntuch Ernst, Kuehn Malvezzi, Heide & von Beckerath).
Architektinnen werden überhaupt erst seit 1979 mit Architekturpreisen ausgezeichnet. 1979 erhielten Ray und Charles Eames für ihre herausragende Teamarbeit in Architektur und Design die Goldmedaille des Royal Institute of British Architects. Seit 1907 ehrt das „American Institute of Architects“ (meist im Jahrestakt) eine Persönlichkeit, die „Theorie und Praxis der Architektur nachhaltig beeinflusst“. Über 100 Jahre fiel dabei die Wahl ausschließlich auf Männer; erst 2014 wurde mit Julia Morgan eine Frau berücksichtigt (sie war allerdings bereits 57 Jahre tot).
Wenig anders nur sieht die Geschlechtergerechtigkeit beim Pritzker-Preis aus, der weltweit bedeutendsten Auszeichnung für Architekten. Noch 1993 verweigerte die Jury Denise Scott Brown die Ehrung und würdigte nur ihren Partner Robert Venturi, obwohl dieser sich für eine gemeinsame Auszeichnung beider eingesetzt hatte. (2013 regte eine internationale Petition an, Scott Brown doch den Preis noch nachträglich zuerkennen; wiederum lehnte die Jury ab.) Zaha Hadid war 2004 die erste Architektin, die mit dem Pritzker-Preis ausgezeichnet wurde. 2010 erhielt Kazuyo Sejima diesen Preis; 2020 folgten die Kuratorinnen der Architekturbiennale Venedig von 2018, Yvonne Farrell und Shelley McNamara.
Einen interessanten Denkanstoß gab der Bund Deutscher Architektinnen und Architekten als er Anfang 2022 – nach einem Generationswechsel der Redaktion – die verbandseigene Zeitschrift von „der architekt“ in „Die Architekt“ umbenannte.